# Burger Kill
Burger Kill (Drive Thru) est un film américain réalisé par Brendan Cowles et Shane Kuhn, sorti en 2007.

## Synopsis
Un tueur en série sévit, déguisé en clown à l'image de la mascotte de la chaîne de restauration rapide Hellaburger.

## Fiche technique
- Titre : Burger Kill
- Titre original : Drive Thru
- Réalisation : Brendan Cowles et Shane Kuhn
- Scénario : Brendan Cowles et Shane Kuhn
- Production : Michael Almog, Jason Barhydt, Jason Constantine, Morton Davis, Carl Levin, Matt Milich, Marcos Siega, Chris Sievernich et Martin Wiley
- Sociétés de production : Armada Pictures, Lions Gate Film et Prospect Pictures
- Musique : Ralph Rieckermann
- Photographie : Vincent E. Toto
- Montage : Daniel R. Padgett
- Décors : Suzanne Rattigan
- Pays d'origine : États-Unis
- Format : Couleurs - 1,85:1 - Dolby Digital - 35 mm
- Genre : Comédie horrifique
- Durée : 83 minutes
- Dates de sortie : 31 mars 2007 (diffusion TV Royaume-Uni), 29 mai 2007 (sortie vidéo États-Unis)
- Interdit aux moins de 12 ans

## Distribution
- Leighton Meester : Mackenzie Carpenter
- Nicholas D'Agosto : Fisher Kent
- Melora Hardin : Marcia Carpenter
- Van De La Plante : Horny le clown
- Larry Joe Campbell : le détective Dwayne Crockers
- Lola Glaudini : la détective Brenda Chase
- Paul Ganus : Bill Carpenter
- Sita Young : Val Espinoza
- Morgan Spurlock : Robbie, le gérant du Hella-Burger
- Penn Badgley : Van
- Edward DeRuiter : Brandon Meeks
- Clyde Kusatsu : Fred
- Rachael Bella : Starfire
- Robert Curtis Brown : Bert McCandess
- Tyler King : Chad Baldwin
- Sean Whalen : Lenny

## Autour du film
- Le tournage s'est déroulé à Los Angeles.
- À noter, l'apparition de Morgan Spurlock, producteur et réalisateur du documentaire Super Size Me (2004), qui dénonce les effets néfastes des fast foods sur la santé, dans le rôle de Robbie, le gérant du Hella-Burger[1].
- Leighton Meester et Penn Badgley jouent tous les deux dans la série Gossip Girl.